# Forêt de Moulière
La forêt de Moulière est un massif forestier de la Vienne, en France. Ses 6 800 hectares en font une des plus grandes forêts du nord de la région Nouvelle-Aquitaine, derrière la forêt de la Double, la forêt d'Horte (environ 10 000 hectares chacune) et la forêt domaniale de la Coubre (environ 8 000 hectares).
Tirant son nom des pierres meulières extraites du sol argileux de la region, la forêt de Moulière est un important massif boisé situé à l’est de Poitiers, sur les communes de Bignoux, Bonneuil-Matours, la Chapelle-Moulière, Dissay, Liniers, Montamisé, Saint-Cyr, Saint-Georges-lès-Baillargeaux. C’est une zone d’intérêt écologique, faunistique et floristique (ZNIEFF) . La forêt occupe un plateau d’une altitude moyenne de 120 mètres dont les sols sont acides.
Sur ce type de substrat et compte tenu du climat océanique avec des étés tempérés de cette région, la forêt est essentiellement une chênaie calcifuge atlantique à chênes sessiles, avec une présence dispersée du hêtre. Les combes et vallées sèches, comme la vallée de Charassé, sont recouvertes par une chênaie-charmaie ou une chênaie-frênaie. L’homme est aussi intervenu et a introduit des conifères dans de nombreuses parcelles. Certains secteurs de la forêt possèdent cependant encore de remarquables peuplements de futaie de chênes âgée de plus de 120 ans. 
Au milieu de la forêt se trouve La maison de la forêt ainsi que Les chalets du grand recoin pour profiter de la nature. Avec aussi restauration rapide sur place et divers centre équestres.

## Faune et flore
La forêt de Moulière abrite de nombreuses espèces végétales et animales, rares ou menacées, et est complémentaire des landes du Pinail situées juste au nord. Elle compte notamment de nombreuses espèces d'oiseaux : les rapaces et les pics sont, ainsi, très bien représentés, avec des espèces protégées comme le pic noir et le pic mar, cette dernière espèce étant inféodée aux vieilles chênaies riches en arbres sénescents et dépérissants.
Un bon observateur pourra découvrir :
- Bécasse des bois.
- Bondrée apivore.
- Bouvreuil pivoine.
- Busard cendré.
- Busard Saint-Martin.
- Cisticole des joncs.
- Engoulevent d'Europe.
- Faucon hobereau.
- Fauvette pitchou.
- Grosbec casse-noyaux.
- Locustelle tachetée.
- Mésange huppée.
- Pic mar.
- Pic noir.
- Pouillot siffleur.
- Rougequeue à front blanc.
- Torcol fourmilier.

Parmi les mammifères, la martre et le cerf, deux espèces peu communes dans l’Ouest, ont trouvé refuge. On peut aussi découvrir la musaraigne aquatique.
De même qu’au sein des amphibiens, le sonneur à ventre jaune, un petit crapaud des ornières et chemins forestiers inondés, en forte régression dans toute l’Europe, a trouvé un climat et un biotope qui lui est favorable. La forêt de Moulière est un abri pour d’autres espèces telles que le crapaud calamite, le pélodyte ponctué ou la rainette verte.
Avec 22 espèces rares ou menacées, la flore est, donc, également très riche. On note tout particulièrement la présence de :
- Androsème officinal.
- Aspérule odorante.
- Bruyère vagabonde.
- Buplèvre ténu.
- Centenille naine.
- Cicendie filiforme.
- Cicendie fluette.
- Epipactis à petites feuilles.
- Épipactis de Müller.
- Framboisier sauvage.
- Gentiane pneumonanthe.
- Hottonie des marais.
- Laîche appauvrie.
- Œillet superbe. La forêt de Moulière est une de ces deux seules implantations en région Poitou-Charentes, l'autre étant la forêt de Vouillé (Commune de Béruges). C’est une espèce protégée au niveau national.
- Orchis singe.
- Orge d’Europe est une graminée propre aux hêtraies montagnardes, rarissime dans la région Poitou-Charentes.
- Phalangère bicolore.
- Pilulaire. C’est une plante des rives des petites mares d’eau à niveau variable. C’est une plante rare qui est protégée en France.
- Saule à oreillettes.
- Utriculaire citrine.
- Vesce de Cachoubie.
- Violette lactée.

## Littérature
- Moulière, la forêt des pierres, par Michel Granger.

## Filmographie
- Balade entre Pinail et Moulière (2007), documentaire de Thierry Mauvignier
- La Légende des Seigneurs Assassins (2021) D’après la légende de la Tombe à l’Enfant en forêt de Moulière dans la Vienne

Court-métrage de fiction de 23 minutes, Réalisateur Thierry Mauvignier
- La Vienne Dynamique (1994), attraction du Futuroscope, dont l'action débute dans la forêt de Moulière où vit Le Guerliguet, un personnage magique taillé dans l'écorce d'un chêne.

## Référence
1. ↑  Coordonnées prises sous Géoportail
2. ↑  Secrétariat scientifique de l'inventaire des ZNIEFF, DREAL Poitou-Charentes , 2011.